# Параиба
Параи́ба (порт. Paraíba) — штат на востоке Бразилии. Граничит со штатами Риу-Гранди-ду-Норти на севере, Сеара на западе, Пернамбуку на юге; восток штата омывает Атлантический океан. Административный центр — город Жуан-Песоа.
Параиба — самый восточный штат Бразилии, мыс Кабу-Бранку в Жуан-Песоа является самой восточной точкой не только Бразилии, но и всей Южной Америки.

## География
Штат расположен большей своей частью на Бразильском плоскогорье. Почва в холмистой центральной области песчаная, изредка покрытая лесами низкорослого и в сухое время года безлиственной каатингой; плодородные места встречаются только по берегам рек и на западных горах.
На территории штата произрастают три вида растительности: в прибрежной низменности преобладают тропические леса, в полузасушливой каатинге рассеяны колонии кактусов, кустарников и других растений, приспособленных к сухому климату; область между ними покрывает растительность с характерными признаками обеих систем.

## История
В первые десятилетия XVI века область Параиба чаще посещали французы, которые, в отличие от португальцев, пытавшихся захватить эту территорию, хотели лишь установить коммерческие отношения с местным населением. Португальцы и французы (последние с поддержкой индейцев) воевали всё XVI столетие. 4 ноября 1585 года португальцы основали в Параибе первую деревню в области, на месте которой находится нынешний Жуан-Песоа. В дальнейшем французы были изгнаны с территории Параибы.
Но вместо французов вскоре пришли голландцы: первая попытка вторжения была предпринята в 1624 году, но была отражена местными жителями. Однако уже к концу 1634 года голландцы полностью захватили Параибу. Их удалось изгнать лишь в 1654 году.

## Демография
Согласно сведениям, собранным в ходе переписи 2010 г. Национальным институтом географии и статистики (IBGE), население штата составляет:
| Полное население                       | Полное население                       | Полное население                       | Полное население                       | 3 766 528 |
| -------------------------------------- | -------------------------------------- | -------------------------------------- | -------------------------------------- | --------- |
| в том числе:                           | Городское население                    | 2 838 678                              | Процент городского населения, %        | 75,37     |
|                                        | Сельское население                     | 927 850                                | Процент сельского населения, %         | 24,63     |
|                                        | Мужское население                      | 1 824 379                              | Процент мужского населения, %          | 48,44     |
|                                        | Женское население                      | 1 942 149                              | Процент женского населения, %          | 51,56     |
| Плотность населения, чел/км²           | Плотность населения, чел/км²           | Плотность населения, чел/км²           | Плотность населения, чел/км²           | 66,70     |
| Население штата в % к населению страны | Население штата в % к населению страны | Население штата в % к населению страны | Население штата в % к населению страны | 1,97      |

## Административное устройство
Административно штата разделён на 4 мезорегиона и 23 микрорегиона. В штате — 223 муниципалитета.

## Экономика
В штате развито сельское хозяйство: возделываются кукуруза, рис, бобовые, сахарный тростник, табак, бананы, хлопчатник, сизаль, в горной части кофе, а также плодовые, красильные, строевые и каучуковые деревья.
В последние десятилетия Параиба развивает свой туристический потенциал: культура и красота городов штата привлекают внимание большого числа туристов.